# Cryptocephalius niger
Cryptocephalius niger är en mångfotingart som beskrevs av Karl Wilhelm Verhoeff 1939. Cryptocephalius niger ingår i släktet Cryptocephalius och familjen fingerdubbelfotingar. Inga underarter finns listade i Catalogue of Life.